# Metius (månkrater)
För andra betydelser, se Metius.
Metius är en nedslagskrater på månen. Metius har fått sitt namn efter den holländske matematikern och astronomen Adriaan Metius.

## Satellitkratrar
| Metius | Latitud | Longitud | Diameter |
| ------ | ------- | -------- | -------- |
| B      | 40.1° S | 44.3° Ö  | 14 km    |
| C      | 44.2° S | 49.1° Ö  | 11 km    |
| D      | 42.6° S | 48.4° Ö  | 11 km    |
| E      | 39.7° S | 42.8° Ö  | 6 km     |
| F      | 39.1° S | 42.9° Ö  | 8 km     |
| G      | 40.3° S | 45.3° Ö  | 9 km     |